# Ястребовка (Саратовская область)
Ястребовка — село в Марксовском районе Саратовской области, в составе сельского поселения Зоркинское муниципальное образование.
Основано как немецкая колония Гаттунг в 1767 году
Население - 842 человека (2017)

## История
Колония Гаттунг основана в 1767 году (по другим данным в 1768 году) вызывателем бароном Борегардом. Также колония была известна по названию одного из швейцарских кантонов Цуг (нем. Zug ). После 1915 года получила название Ястребово. Основатели - 43 семьи из Вестфалии, Пруссии и Дармштадта. Первоначально заложена у реки Малый Караман, в 1770 году колония перенесена на более благоприятное место.
Колония входила в состав Панинского колонистского округа Вольского уезда (с 1835 года Николаевского уезда) Саратовской губернии, с 1851 года - того же уезда Самарской губернии. С 1871 года — село Панинской волости Николаевского уезда.
Согласно Списку населённых мест Самарской губернии 1910 года село Цуг населяли немцы, католики, всего 1645 мужчин и 1571 женщина, в селе имелись церковь, приходская школа, 8 ветряных мельниц, кирпичный завод. Земельный надел составлял 7390 десятин удобной и 725 десятин неудобной земли
После образования трудовой коммуны (автономной области) немцев Поволжья и до ликвидации АССР немцев Поволжья в 1941 году, село Гаттунг - административный центр Гаттунгского сельского совета Марксштадтского кантона. С 1 января 1935 года, после выделения Унтервальденского кантона из Марксштадтского, и до ликвидации АССР немцев Поволжья в 1941 году село Гаттунг относилось к Унтервальденскому кантону АССР немцев Поволжья.
В голод 1921 года в селе родилось 143, умерли 671 человек. К 1922 году население села сократилось на две трети. В 1926 году в селе имелись сельсовет, кооперативная лавка, сельскохозяйственное кредитное товарищество, пункт ликбеза, начальная школа.
28 августа 1941 года был издан Указ Президиума ВС СССР о переселении немцев, проживающих в районах Поволжья. Немецкое население депортировано в Сибирь и Казахстан, село, как и другие населённые пункты Унтервальденского кантона было включено в состав Саратовской области. Переименовано в Ястребовка.

## Физико-географическая характеристика
Село находится в Низком Заволжье, относящемся к Восточно-Европейской равнине, на берегу волжской протоки Волжанка. Высота центра населённого пункта - 23 метра над уровнем моря. В окрестностях населённого пункта распространены чернозёмы южные.
По автомобильным дорогам расстояние до областного центра города Саратова - 99 км, до районного центра города Маркс - 34 км. У села проходит автодорога федерального значения Р226 (Волгоград - Энгельс - Самара)
Климат
Климат умеренный континентальный (согласно классификации климатов Кёппена - Dfa). Многолетняя норма осадков - 526 мм. Наибольшее количество осадков выпадает в декабре - 58 мм, наименьшее в марте - 32 мм. Среднегодовая температура положительная и составляет + 6,4 °С, средняя температура самого холодного месяца января -10,5 °С, самого жаркого месяца июля +22,7 °С.
Часовой пояс
Ястребовка, как и вся Саратовская область, находится в часовой зоне МСК+1. Смещение применяемого времени относительно UTC составляет +4:00.

## Население
Динамика численности населения
| 1767 | 1773 | 1788 | 1798 | 1816 | 1834 | 1850 | 1859 | 1883 | 1889 | 1897 | 1905 | 1910 | 1920 | 1922 | 1923 | 1926 | 1931 |
| ---- | ---- | ---- | ---- | ---- | ---- | ---- | ---- | ---- | ---- | ---- | ---- | ---- | ---- | ---- | ---- | ---- | ---- |
| 133  | 157  | 196  | 244  | 415  | 783  | 1357 | 1339 | 1996 | 2127 | 2415 | 1975 | 3216 | 2634 | 1958 | 2247 | 2435 | 2813 |

В 1931 году 99 % населения села составляли немцы
| 2002 | 2010 |
| ---- | ---- |
| 796  | ↗821 |